# Черен пиар
Терминът ПР се използва преди „връзки с обществеността“. Разликата между двете понятия е, че ПР не е връзки с обществеността, а управлението с помощта на определени техники. Хората възприемат връзките с общественотта с прозрачност и честност при управлението. Например с редица съобщения в пресата за дадена институция, за нейни успехи, дейности. Връзките с обществеността са положителното общуване към обществеността. Създават положителни образи.
Черният ПР се създава, за да влияе отрицателно върху редица събития. Използва се, за да развали дадена представа за някоя институция или публична личност с цел обръщане на общественото мнение от положително в отрицателно. Повечето пъти се използва черен ПР за изобличаване и очерняне на даден конкурент. Има два вида – анонимен и такъв, какъвто идва от ясен зложелател.

## Ползи
Могат да бъдат материални, от обществено значение или психологически и емоционални.
Когато са материални ползи от страна на зложелателя, биват полезни единствено и само на него. Когато са от обществено значение биват положитени, ако чрез тях се помогне за развитие. Психологическите и емоционалните са най-лошият вариант, тъй като там няма място за печалба.